# Des Kennedy
Des Kennedy es un futbolista irlandés. Durante su carrera profesional jugó en distintos equipos de la Liga irlandesa de fútbol, como el Limerick, el Galway United, el Janesboro United o el Newcastlewest.
Kennedy es particularmente conocido por marcar los dos goles de su equipo (uno en el partido de ida y otro en el de vuelta) en la eliminatoria de Copa de Europa que enfrentó al Limerick United y al Real Madrid en la temporada 1980-1981. El Real Madrid sin embargo se impuso al Limerick, por 1-2 en el partido de ida en Dublín, y por 5-1 en el Santiago Bernabeu. En total, Des Kennedy anotó la mitad de los goles que recibió el Real Madrid en esa edición de la Copa de Europa: únicamente 4, aunque uno de ellos sirvió para que el Liverpool F.C. lo derrotase en la final.
A lo largo de su carrera, Kennedy anotó 117 goles en la liga irlandesa, situándose como el 25º goleador histórico. Después de jugar en el Janesboro United, en el Limerick Utd. y brevemente en el Galway United, terminó su carrera en el Newcastlewest F. C.